# Bournemouthi repülőtér
A Bournemouthi repülőtér (IATA: BOH, ICAO: EGHH) Anglia egyik nemzetközi repülőtere, amely Bournemouth közelében található. Éves utasforgalma 734 344 fő (2022).

## Futópályák
A repülőtér futópályái:
- 08/26 (2271 m, 46 m, beton)

## Forgalom
Az utasforgalom az elmúlt években az alábbi módon változott:
| Utasok száma | 202 839 | 35 310 | 117 117 | 143 271 | 122 974 | 92 291 | 391 938 | 1 078 941 | 706 776 | 734 344 |
|              | 1961    | 1968   | 1975    | 1981    | 1988    | 1995   | 2002    | 2008      | 2015    | 2022    |